# ノースショア (ニュージーランド)
ノースショア (North Shore) は、ニュージーランド北島オークランド地方の地区である。2010年に同地方へ統合される以前には、独立した都市であった。
| サブスタブ | この項目は、まだ閲覧者の調べものの参照としては役立たない、書きかけの項目です。この項目を加筆・訂正などしてくださる協力者を求めています。このテンプレートは分野別のサブスタブテンプレートやスタブテンプレート（Wikipedia:分野別のスタブテンプレート参照）に変更することが望まれています。 |